# 高志凯
高志凯（英語：Victor Gao；1962年—），江苏苏州人，民革北京市委委员，现为全球化智库（Center for China and Globalization，簡稱CCG，原為中国与全球化智库）副總裁及副主任。全球化智庫是一家總部設在中國北京的智庫。根據賓夕法尼亞大學智囊團和公民社會計劃（TTCSP）的2020年全球智庫指數，CCG在全球100家頂級智庫中排名第64位，在「最佳獨立智庫」中排第37位。

## 经历
高志凯1962年于苏州太仓出生，1978年至1980年就读于苏州大学外语系，1981年就读于北京外国语大学，并毕业于联合国译训班；其后于1983年加入中华人民共和国外交部翻译室，担任邓小平的英文翻译。1988年离开外交部后，高志凯获基辛格推荐就读耶鲁大学，并于1993年获得耶鲁法学院颁发的法律博士学位。毕业后任聘于多间公司担任高级职务，包括电讯盈科、恒基兆业、香港证监会、摩根士丹利、中金公司、中海油等。高志凯也为多间电视台担任评论员。

## 观点
在2021年9月20日与澳大利亚广播公司China Tonight的关于澳英美同盟的一次现场连线中，高志凯认为AUKUS“严重违反国际法”，并声称“拥有核潜艇的澳大利亚本身将成为未来可能的核攻击目标”，高志凯认为澳大利亚人“没有头脑”。高志凯还警告说，澳大利亚发展核动力潜艇将导致该国在未来的核战争中“成为核武器的目标”。在2021年11月接受《60分鐘》电视节目采访时，高志凯再次向澳大利亚发出警告：“我想说，AUKUS协议本身使澳大利亚能够建造核潜艇，这将对澳大利亚产生一个重大后果，即澳大利亚将不再享有未来不成为核武器目标的好处和非常罕见的特权。”
采访者向高志凯提出质疑，提醒他澳大利亚计划购买核动力潜艇，而不是带有核武器的潜艇，并问道：“为什么澳大利亚要成为核武器的目标？”高志凯否认了这一区别，坚持说：“听我说：潜艇上的发射管既可以配备核弹头，也可以配备常规弹头。现在，在激烈的战斗中，还是在激烈的战争中，你认为澳大利亚会允许检查你在那根大管子里装了什么弹头？我敢打赌，在激烈战斗中，没有人会停下来——安全的方法是将澳大利亚作为一个核武装国家”。
在2024年8月9日在半島電視台英語頻道播出的訪談節目《Head to Head》中，主持人同時也是英国记者邁赫迪·哈桑以《习近平领导下的中国正在走上战争之路吗？》（Is Xi Jinping’s China on a path to war?）為題專訪高志凱，節目一開頭主持人直接直球對決，直接以快刀見血式的將提問聚焦在一個接一個对中国而言敏感的禁忌話題，頭碰頭、硬碰硬的連續追問，高志凯坚定认为台湾、西藏、新疆都是中国不可分割的一部分。被當場質問「對於習近平在任內將名字寫入中華人民共和國憲法有什麼看法？」，「中國前外交部長秦剛的下落？」……等犀利問題时，高志凱則是不斷重複著一個中國、中國民族主義和中國式民主等論述，對主持人的追問，說出了「你永遠也看不到秦剛了！」「兩岸狀態和關鍵問題都停留在1949年當時還沒處理的國共內戰階段」等快語，而后高志凯開始不斷刻意回避回答诸如秦剛失踪、中国的言论自由与法治问题、习近平被指独裁、打压民主运动、新疆人权等议题，引起台下观众的哄堂訕笑。

### 高志凯线
2025年6月，高志凯在接受采访时称中国和印度之间应该以恒河为边界，将其称为“高志凯线”，与麦克马洪线相对应。高志凯称，用英國英語说话“能让印度人安静听话又屡试不爽”。

### 台湾问题
2025年6月，高志凯与陳之漢通过观察者网连线。7月，高志凯称要“再来一次西安事变”以解决台湾问题。